# Ernst Schröder (Schauspieler)

Ernst Schröder, Hauptproben zur Uraufführung des Stücks Andorra von Max Frisch, Schauspielhaus Zürich, Foto: Comet Photo, Bildarchiv der ETH-Bibliothek, Zürich, 1961

Ernst August Schröder (* 27. Januar 1915 in Eickel, Westfalen; † 26. Juli 1994 in Berlin) war ein deutscher Schauspieler und Regisseur.

## Leben
Ernst Schröder begann seine Schauspiellaufbahn am Schauspielhaus Bochum 1934 unter dem Intendanten Saladin Schmitt. Hier arbeitete er bis 1936 auch als Regieassistent und Bühnenbildner. Über das Theater Bielefeld und das Theater Kiel kam er 1938 zum Schillertheater nach Berlin, das seine künstlerische Heimat und Stätte seiner größten Theatertriumphe wurde, vor allem nach dem Zweiten Weltkrieg. Er spielte außerdem häufig in Zürich und in München. Bei den Salzburger Festspielen spielte er den Jedermann.
Während des Krieges musste er Soldat werden. 1938 wurde er ausgebildet, 1941 eingezogen in ein Grenadierregiment nach Leningrad. Er wurde verwundet und kam 1942 zurück ans Schiller-Theater. Als 1944 das Theater schloss, wurde er erneut Soldat und kam in Italien in Gefangenschaft.
Er gilt als einer der größten Charakterköpfe des deutschen Theaters, der vor allem die kraftvollen Rollen liebte und sie durch Statur und Stimme völlig ausfüllte und deswegen häufig mit Heinrich George verglichen wurde.

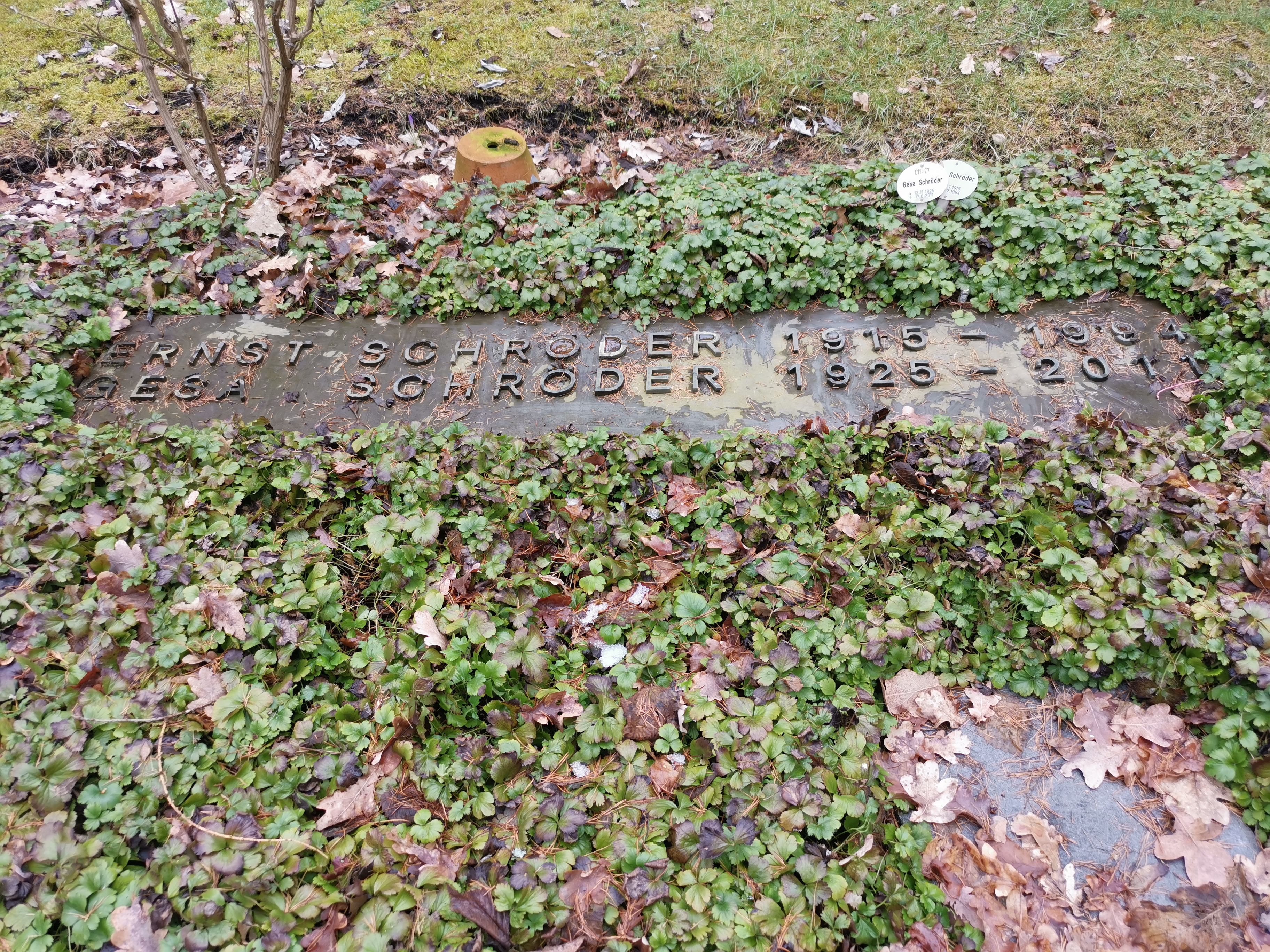
Grabstelle auf dem Waldfriedhof Zehlendorf in Berlin (Feld 11-77)

Obwohl seine Tätigkeit sich auf die Bühnenarbeit konzentrierte, sowohl als Schauspieler wie auch als Regisseur, spielte er auch in Kino- und Fernsehfilmen. Breite Bekanntheit erreichte er ab den 1970er-Jahren, als er des Öfteren Gast in Kriminalserien wie Derrick oder Der Alte war und in zahlreichen Fernsehfilmen von Peter Patzak.
1975 zog er sich völlig unerwartet von der Bühnenarbeit zurück auf sein Weingut in der Toscana und schrieb dort seine Memoiren, die unter dem Titel Das Leben – verspielt erschienen. Ein schwerer Schicksalsschlag traf ihn 1980, als seine Tochter, die Schauspielerin Christiane Schröder, sich das Leben nahm. Sie sprang in San Francisco von der Golden Gate Bridge.
1981 inszenierte er bei den Bad Hersfelder Festspielen den König Lear von Shakespeare. Ende der 1980er-Jahre erschien er noch einmal auf dem TV-Bildschirm in der Rolle des Lauritz Lorentz in der Serie Lorentz und Söhne. In der legendären Hörspielreihe Der Herr der Ringe (SWF/WDR, 1991–92) ist Schröder mit seiner markanten Stimme als Erzähler zu hören.
Als Ernst Schröder an Krebs erkrankte, nahm er sich am 26. Juli 1994 in der Charlottenburger Schlosspark-Klinik durch einen Sprung aus einem Fenster im vierten Stock das Leben. Er wurde auf dem Waldfriedhof Zehlendorf bestattet.

## Theater
- 1937/38 Clavigo, (Johann Wolfgang von Goethe) Titelrolle
- 1938/39 Prinz Heinrich in König Heinrich IV. (William Shakespeare), Regie: Ernst Legal
- 1946 Karl Moor, Die Räuber (Friedrich Schiller), Regie: Walter Felsenstein
- 1946 Fräulein Julie (August Strindberg) / Boubouroche (Courteline), Regie: Ernst Schröder
- 1948 Caligula (Albert Camus) Titelrolle
- 1950 Domingo, Don Carlos (Schiller), Regie: Fritz Kortner
- 1952 Mephisto, Urfaust (Goethe), Regie: Willi Schmidt
- 1953 Franz Moor, Die Räuber (Schiller), Regie: Hans Lietzau
- 1953 Tartuffe (Molière) Titelrolle, Regie: Oscar Fritz Schuh
- 1954 Dorfrichter Adam, Der zerbrochne Krug (Heinrich von Kleist), Regie: Oscar Fritz Schuh
- 1957 Theobald Maske, Die Hose (Carl Sternheim, Regie: Wolfgang Neuss)
- 1954 Wladimir, Warten auf Godot (Samuel Beckett), Regie: Fritz Kortner (mit Heinz Rühmann)
- 1958 Richard III., (Shakespeare) Titelrolle, Regie: Leopold Lindtberg
- 1958 Schmitz, Biedermann und die Brandstifter (Max Frisch), Regie: Oskar Wälterlin
- 1961 Der alte Sedemund, Die echten Sedemunds (Ernst Barlach), Regie: Hans Lietzau
- 1961 Lehrer, Andorra (Frisch), Uraufführung, Regie: Kurt Hirschfeld
- 1962 Staatsanwalt, Graf Öderland (Frisch), Regie: Hans Lietzau
- 1963 Herkules und der Stall des Augias (Friedrich Dürrenmatt), Uraufführung
- 1964 Christian Maske, 1913 (Carl Sternheim)
- 1964 Marquis de Sade, Marat/Sade (Peter Weiss), Regie: Konrad Swinarski, Uraufführung – wurde zum Berliner Theatertreffen eingeladen
- 1965 Prisipkin, Die Wanze (Wladimir Majakowski), Regie: Konrad Swinarski
- 1966 Mephisto, Faust II. (Goethe), Regie: Ernst Schröder
- 1967 Hamm, Endspiel (Beckett), Regie: Samuel Beckett
- 1967 Bockelson, Die Wiedertäufer (Dürrenmatt), Regie: Werner Düggelin, Uraufführung
- 1968 Vater, Die Trauung (Witold Gombrowicz), Regie: Ernst Schröder
- 1972 Die Piccolomini, (Schiller), Wallensteins Tod, Regie: Walter Felsenstein
- 1973 Lear, (Edward Bond) Titelrolle, Regie: Hans Lietzau
- 1983 Moritz Meister, Über allen Gipfeln ist Ruh (Thomas Bernhard), Regie: Kurt Hübner, Volksbühne

## Filmografie (Auswahl)
- 1937: Der verkannte Lebemann[1]
- 1940: Fahrt ins Leben[2]
- 1940: Friedrich Schiller – Der Triumph eines Genies
- 1941: Ohm Krüger
- 1942: Der große Schatten
- 1944: Die Degenhardts
- 1949: Der Ruf
- 1951: Sündige Grenze
- 1952: Gift im Zoo
- 1952: Die große Versuchung
- 1952: Die Stimme des Anderen
- 1953: Gefährlicher Urlaub
- 1953: Tagebuch einer Verliebten
- 1954: Rittmeister Wronski
- 1955: Der Hauptmann und sein Held
- 1955: Liebe ohne Illusion
- 1955: Der 20. Juli
- 1955: Du mein stilles Tal
- 1956: Anastasia, die letzte Zarentochter
- 1956: Stresemann
- 1956: Ohne Dich wird es Nacht
- 1956: Kitty und die große Welt
- 1956: Nacht der Entscheidung
- 1957: Das Abgründige in Herrn Gerstenberg (TV)
- 1958: Der eiserne Gustav
- 1958: Solange das Herz schlägt
- 1958: Auferstehung
- 1959: Der Mann, der sich verkaufte
- 1959: Geheimaktion Schwarze Kapelle
- 1959: Marili
- 1960: Strafbataillon 999
- 1960: Das kunstseidene Mädchen
- 1960: Mein Schulfreund
- 1960: Abendstunde im Spätherbst (TV)
- 1962: Verrat auf Befehl (The Counterfeit Traitor)
- 1962: Der längste Tag (The Longest Day)
- 1962: Leben des Galilei (TV)
- 1962: Der Biberpelz (TV)
- 1962: Der rote Hahn
- 1963: Die Nylonschlinge
- 1964: Der Besuch
- 1964: Andorra
- 1964: Die Todesstrahlen des Dr. Mabuse
- 1965: Heidi
- 1965: Angélique, 2. Teil (Merveilleuse Angélique)
- 1965: Transit
- 1965-1967: Auf der Lesebühne der Literarischen Illustrierten (Fernsehserie, zwei Folgen)
- 1967: Die Flucht nach Holland (TV)
- 1969: Endspiel (TV)
- 1969: Demetrius (TV)
- 1969: Waterloo (TV)
- 1970: Jedermann (TV)
- 1971: Yvonne, Prinzessin von Burgund (TV) (nur Regie)
- 1973: Der Kommissar: Rudek (Fernsehserie)
- 1974: Der zerbrochene Krug (TV)
- 1974: Die Akte Odessa (The Odessa File)
- 1974: Silverson (TV)
- 1976: Derrick: Tod der Kolibris (Fernsehserie)
- 1976: Derrick: Das Bordfest (Fernsehserie)
- 1978: Die Eingeschlossenen von Jean-Paul Sartre (TV)
- 1979: Der Alte: Mordanschlag (Fernsehserie)
- 1980: Der Aufstieg – Ein Mann geht verloren (TV)
- 1982: Der Alte: Hass (Fernsehserie)
- 1983: Derrick: Dr. Römer und der Mann des Jahres (Fernsehserie)
- 1984: Er-Goetz-liches (TV)
- 1984: Haus im Süden
- 1984: Mrs. Harris – Freund mit Rolls-Royce (TV)
- 1985: Der Alte: Der Selbstmord (Fernsehserie)
- 1986: Roncalli (Fernsehserie)
- 1987: Wer erschoss Boro? (TV)
- 1988: Lorentz und Söhne (TV)
- 1990: Der Alte: Der Nachfolger (Fernsehserie)
- 1991: Derrick: Penthaus (Fernsehserie)
- 1992: Rochade
- 1992: Neptun und Isolde (TV)
- 1992: Derrick: Die Festmenüs des Herrn Borgelt (Fernsehserie)
- 1993: Das Babylon Komplott (TV)

## Synchronisation
Als Synchronsprecher lieh er u. a. Charles Boyer (Die Verlorenen), James Cagney (Jeremy Rodack), William Conrad (Du lebst noch 105 Minuten), Rex Harrison (Der Talisman), Herbert Lom (Krieg und Frieden), Spencer Tracy (u. a. Stadt in Angst) und Peter Ustinov (Beau Brummell) seine Stimme.

## Hörspiele (Auswahl)
- 1947: Horst Lommer/Günther Osswald: Der General  (Hans-Achim) – Regie: Peter Elsholtz (Berliner Rundfunk)
- 1956: Axel Eggebrecht, Ludwig Berger: Stresemann (Gustav Stresemann) – Komposition: Boris Blacher, Regie: Ludwig Berger (SFB)
- 1957: Friedrich Dürrenmatt: Abendstunde im Spätherbst (Maximilian Friedrich Korbes) – Regie: Gustav Burmester (NDR). – Mit Willy Maertens als Fürchtegott Hofer.
- 1992: J. R. R. Tolkien: Der Herr der Ringe (Erzähler) – Regie: Bernd Lau (SWR / WDR)

## Auszeichnungen
- 1974: Großes Verdienstkreuz der Bundesrepublik Deutschland
- 1986: Filmband in Gold